# Sister Cristina
Sister Cristina è il primo album in studio della cantante italiana Cristina Scuccia, pubblicato l'11 novembre 2014 dalla Universal Music Group.

## Descrizione
Prodotto da Elvezio Fortunato e registrato a Los Angeles (Megawatt Studios, North Hollywood, Henson Recording Studios, Speakeasy Studios), l'album ha visto la partecipazione di musicisti di spessore come Vinnie Colaiuta, Sean Hurley, Tim Pierce, Simone Sello, Ed Roth, Davide Rossi e Lisa Liu.
Il disco, presentato in anteprima al programma televisivo Domenica in, ha debuttato alla posizione 17 della classifica italiana degli album inoltre ha raggiunto il disco d'oro in Francia vendendo più di 50 000 copie.
Il primo singolo estratto dall'album è stato Like a Virgin, reinterpretazione del noto brano di Madonna e pubblicato il 20 ottobre 2014.

## Tracce
1. Try – 3:35 (Busbee, Ben West) – originariamente interpretata da Pink
2. Fallin' Free – 3:31
3. Like a Virgin – 4:00 (Tom Kelly, Billy Steinberg) – originariamente interpretata da Madonna
4. Somewhere Only We Know – 3:35 (Tim Rice-Oxley, Tom Chaplin, Richard Hughes) – originariamente interpretata dai Keane
5. Blessed Be Your Name – 3:48 – originariamente interpretata da Matt Redman
6. Fix You – 4:30 (Chris Martin, Jonny Buckland, Guy Berryman, Will Champion) – originariamente interpretata dai Coldplay
7. No One – 3:55 (Alicia Keys, Kerry Brothers, Jr., George M. Harry) – originariamente interpretata da Alicia Keys
8. I Surrender – 3:53 – originariamente interpretata da Céline Dion
9. True Colors – 3:58 (Tom Kelly, Billy Steinberg) – originariamente interpretata da Cyndi Lauper
10. Price Tag – 3:32 (Jessica Cornish, Lukasz Gottwald, Claude Kelly, Bobby Ray Simmons, Jr.) – originariamente interpretata da Jessie J
11. Perto, longe ou depois (Ordinary World) – 4:07 (John Taylor, Nick Rhodes, Simon Le Bon, Warren Cuccurullo) – originariamente interpretata dai Rosa de Saron sulla base di Ordinary World dei Duran Duran
12. L'amore vincerà – 3:34 (Fabio Barnaba, Debora Vezzani)

## Formazione
Musicisti
- Cristina Scuccia – voce
- Simone Sello – chitarra
- Tim Pierce – chitarra
- Elvezio Fortunato – chitarra
- Sean Hurley – basso
- Alex Alessandroni Jr – pianoforte
- Ed Roth – tastiera
- Patrick Warren – tastiera
- Vinnie Colaiuta – batteria
- Ronnie Gutierrez – percussioni
- Lisa Liu – arrangiamento strumenti ad arco
- Joe Trapanese – arrangiamento strumenti ad arco
- John Beasley – arrangiamento ottoni
- Brian Swartz – tromba
- Wendell Kelly – trombone
- Bob Shepard – sassofono

Produzione
- Elvezio "Elvis" Fortunato – produzione
- Marco Sonzini – registrazione, ingegneria Pro Tools, missaggio
- Saverio "Sage" Principini – registrazione, missaggio
- Massimo Faggioni – registrazione parti vocali
- Raffaele "Raffa" Stefani – registrazione parti vocali
- Miguel Lara – ingegneria del suono aggiuntiva
- Emerson Day – assistenza tecnica
- Gavin Lurssen – mastering
- Reuben Cohen – mastering aggiuntivo
- Daniela Boccadoro – copertina
- Stefano Micchia – fotografia

## Classifiche
| Classifica (2014) | Posizione massima |
| ----------------- | ----------------- |
| Belgio (Vallonia) | 133               |
| Corea del Sud     | 38                |
| Francia           | 46                |
| Italia            | 17                |